# Miguel Coyula
Miguel Coyula Aquino, né le 31 mars 1977 à La Havane, est un réalisateur cubain.

## Biographie
Miguel Coyula réalise son premier film à l'âge de dix-sept ans avec un caméscope. Ce film lui permet d'intégrer l'Escuela Internacional de Cine y Televisión (EICTV) de San Antonio de los Baños (Cuba). Il reçoit des récompenses dans des festivals cubains pour ses courts-métrages suivants,  Bailar sobre agujas (1999), Buena onda (1999), et Clase Z tropical (2000).
En 2000, il reçoit une invitation du Latino Film Festival de Providence. À New York, il rencontre alors Anna Strasberg du Lee Strasberg Theatre Institute qui lui offre une bourse après avoir visionné son film de fin d'études. Il réalise son premier film, Cucarachas Rojas alors qu'il suit les cours de l'institut. Il met deux ans pour réaliser ce film qui ne coûtera finalement que 2000 $. Variety décrira le film comme un triomphe de la technologie entre les mains d'un visionnaire doté d'un grand savoir-faire... Ce film, tout comme le précédent (El tenedor plastico), gagnera de nombreuses récompenses.
Il réalise par la suite Memorias del Desarrollo d'après Memorias del Subdesarrollo, un roman de l'écrivain cubain Edmundo Desnoes paru en 1968.

## Filmographie
- 1996 : Pirámide
- 1997 : Válvula de luz
- 1998 : Detalles
- 1998 : Idea
- 1999 : Buena onda
- 1999 : Bailar sobre agujas
- 2000 : Clase Z "Tropical" (en)
- 2001 : El Tenedor plástico
- 2003 : Cucarachas Rojas (es)
- 2010 : Memorias del desarrollo (es)
- 2015 : Psique
- 2017 : Nadie (es)
- 2021 : Corazón Azul
- 2024 : ¿Adonde esta la libertad?

## Publications
- 2023 : Hambre por un arte inútil en Cuba, Montevideo[1]
- 2022 : La isla vertical (es), Madrid[2]
- 2020 : Cuba tiene el mayor índice de cineastas independientes, La Havane[3]
- 2013 : Mar Rojo, Mal Azul, Miami[4]
- 2011 : Cine Independiente, Cine Pendiente, La Havane[5]
- 2006 : La Identidad Geográficamente Indefinida, La Havane